# アレクサンダー・ラエフスキー
ラエフスキー・アレクサンダー（ロシア語: Александр Раевский、Raevskiy Alexander、1984年4月13日-）は、ロシア連邦モスクワ出身の心理学者。東北大学大学院文学研究科・文学部助教。研究分野は言語心理学、宗教心理学。

## 経歴
モスクワで生まれ、2006年モスクワ大学のアジア・アフリカ諸国大学を卒業（日本語専攻）、同年から2009年にかけて同大学心理学研究科博士課程に在籍。また、2004年から2005年まで東海大学、2007年から2008年まで早稲田大学に留学した。
2009年からモスクワ大学心理学部の教員となり、日本語および日本の歴史と文化について研究・講義を行った。
2015年、オウム真理教事件をテーマとした博士論文「日本の宗教テロの社会心理学的要因」を提出し、2016年心理学博士。
2019年から東北大学客員研究員であり、日本語の音象徴やオノマトペを主な対象として、言語と認知の関係についてついて研究している。2024年現在は助教として勤務している。2022年から2023年にかけては、東北大学ヨッタインフォマティクス研究センター特任助教も務めた。
2022年、日本の歴史とアニメやマンガ、和食などの文化について論じた書籍『私の日本理解　龍からポケットモンスターまで』（Я понял Японию. От драконов до покемонов）をロシアの出版社のASTから刊行。

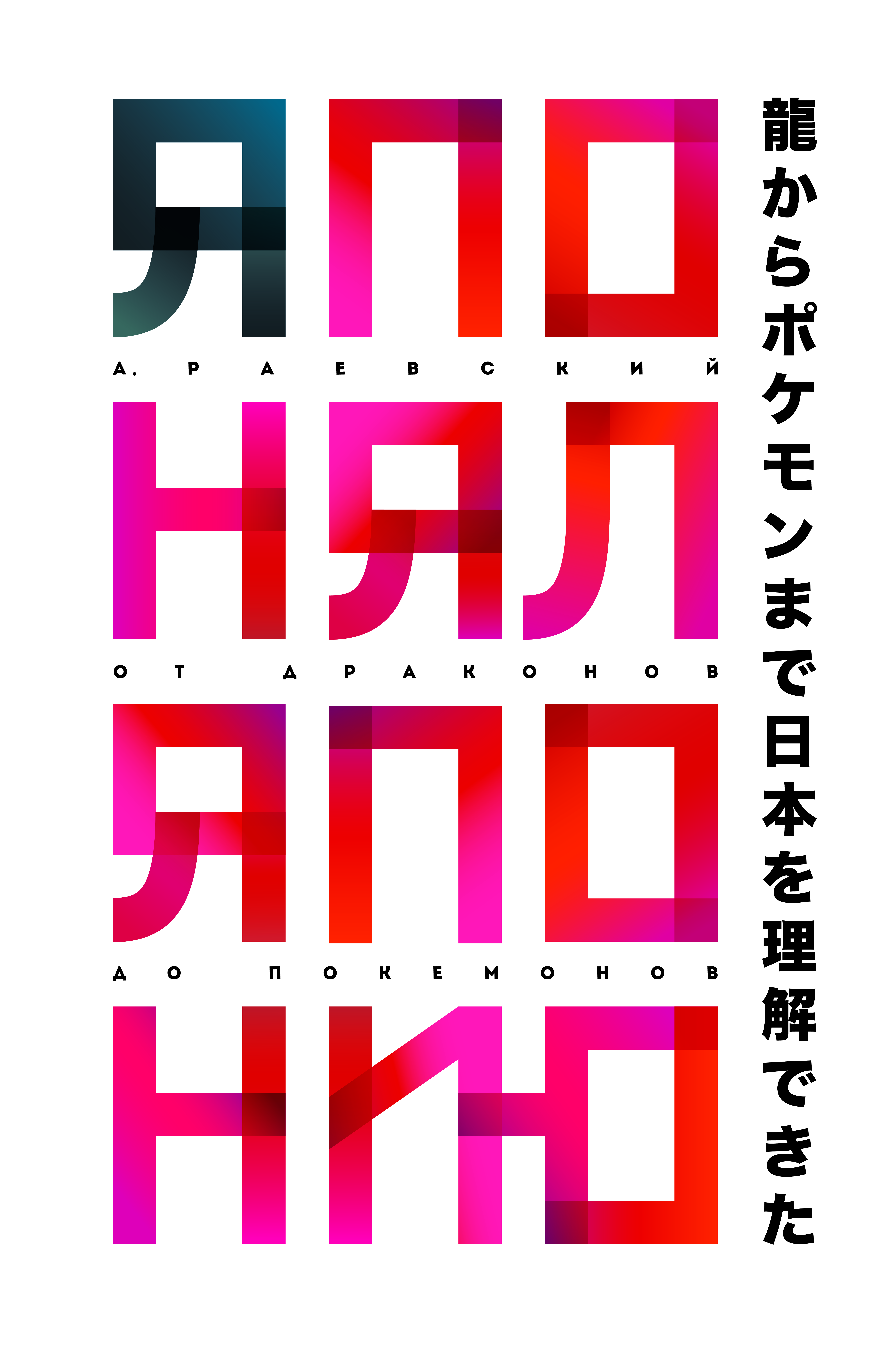
表紙レイアウト

日本文化についてロシア語で紹介するYouTubeチャンネルを2014年から運営している。また、ロシアでは「ラーメン・バンド」（Группа Рамэн）という4人組バンドで音楽活動も行っており、ウクレレ・ボーカルと作曲を担当している。

## メディア出演
ロシア国内では、日本文化に関する多くのラジオ・テレビ番組に専門家として出演している (ラジオマヤーク、ラジオロシア、TVチャンネル360、コメルサントFM、NTVチャンネルなど）。特に、Russia-Kの番組には数多く出演し、以下のテーマについて扱った。
- 「日本の靴に対する態度」[7]、
- 「日本の思考のヒエラルキー」[8]、
- 「日本の秩序ときちんと感」[9]、
- 「贈り物の伝統」[10]、
- 「日本の漫画」[11]、
- 「時間との関係」[12]、
- 「寿司とうま味」[13]、
- 「働く精神」[14]、
- 「相撲」[15]、
- 「武士道」[16]、
- 「日本のテレビ」[17]、
- 「若者の運動とストリートファッション」[18]、
- 「引きこもり」[19]、
- 「日本文化における幽霊」[20]、
- 「日本の祝日」[21]、
- 「日本の詩」[22]、
- 「雛祭り」[23]、
- 「花見」[24]、
- 「地震 - 日本文化における地震の現象、イメージ、結果について」[25]、
- 「和服 」[26]、
- 「ごみに対する日本の姿勢」[27]、
- 「月見」[28]、
- 「日本の風呂」[29]、
- 「日本のお守り」[30]、
- 「日本についての神話」[31]、
- 「山と火山に対する日本人の姿勢」[32]、
- 「芸妓」[33]、
- 「盆栽」[34]、
- 「切腹」[35]、
- 「日本の礼儀」[36]、
- 「日本文化における自己規律」[37]、
- 「日本の高齢者に対する姿勢」[38]、
- 「日本のテーブルマナー」[39]、
- 「日本人はどのように人々をタイプに分けるのですか？」 [40]、
- 「日本の無意味な発明」[41]、
- 「宮崎駿のアニメの登場人物」[42]、
- 「日本の珍しい博物館や場所」[43]、
- 「折り紙。人気のエンターテインメントと哲学？」 [44]、
- 「日本で最も美しい10の場所」[45]、
- 「日本のタトゥー」[46]、
- 「ヤクザ」[47]、
- 「ゴジラ」[48]、
- 「奇妙な日本のスポーツゲーム」[49]、
- 「恥のテーマ」[50]、
- 「可愛い」[51]、
- 「日本の人工食品」[52]、
- 「ジャパニーズデザイン」[53]、
- 「日本社会におけるジェスチャーの重要性」[54]、
- 「もったいない」[55]、
- 「コダワリ」[56]、
- 「泣き相撲」[57]、
- 「フグ」[58]、
- 「花札」[59]、
- 「北海道と冬の伝統」[60]、
- 「日本の3つの最も重要な植物のシンボル」[61]、
- 「日本のロボット」[62]、
- 「日本人形」[63]、
- 「令和」 [64]、
- 「パチンコ」[65]、
- 「マスコット」 [66]、
- 「プリクラ」[67]).

また、世界の文化について紹介するロシア語のYouTubeチャンネル「Level One」では、日本の文化・歴史と心理学に関する動画を担当している。